# The New Adventures of Hitler
The New Adventures of Hitler war der Titel einer satirischen Comicreihe die 1989 in dem schottischen Kunst- und Kulturmagazin Cut erschien und 1990 in der Zeitschrift Crisis (Ausgaben 45–49) des Verlages IPC neu aufgelegt wurde. Die künstlerischen Macher der Reihe waren der Autor Grant Morrison und der Zeichner Steve Yeowell. Der Comic war beinahe von Anfang an umstritten. Spätestens nachdem die boulevardeske Tageszeitung The Sun einen Bericht über „The Adventures of Hitler“ veröffentlicht hatte, kam es zur öffentlichen Kontroverse in Großbritannien. Morrison wurde aufgrund seiner humoristischen Verwendung der Figur Adolf Hitlers nazistischer Gesinnung verdächtig. Die publik gewordene Drohung des Herausgebers Pat Kane, die Zeitschrift zu verlassen, wenn Morrison seine ursprünglichen Pläne bezüglich der Handlung nicht aufgeben würde, sorgten für weiteres Negativaufsehen. Eine geplante Neuveröffentlichung als Sammelband kam bis heute nicht zustande.

## Inhalt
„The New Adventures of Hitler“ erzählt die – frei erfundenen – „Jugendabenteuer von Adolf Hitler“ in Großbritannien. Handlungsprämisse ist dabei eine in Großbritannien populärer Legende, die besagt, Hitler habe in den letzten Jahren vor Ausbruch des Ersten Weltkrieges zeitweise bei seinem Halbbruder Alois Hitler und dessen Familie – bestehend aus Ehefrau und Sohn – in der englischen Hafenstadt Liverpool gelebt, um den Heiligen Gral zu finden.
Diese – historisch unzutreffende – Behauptung, die 1939 von Hitlers Schwägerin Bridget Dowling in die Welt gesetzt wurde, wird in „The New Adventures of Hitler“ kurzerhand als wahr angenommen und als Vorwand benutzt, um eine Reihe bizarrer Geschichten zu erzählen, die sich mit den, meist sehr makabren, Verwicklungen befassen, die sich aus den Aktivitäten eines jungen, verarmten und einsamen Hitlers in Liverpool ergeben. Ausgangspunkt der meisten Geschichten sind die Versuche des jungen Hitlers, irgendwelche verschrobenen Pläne oder verqueren Ansichten, die ihm gerade in den Sinn kommen, zu verwirklichen – was meist denkbar chaotische Folgen nach sich zieht. Häufig stellen seine Ideen und Taten dabei nichts anderes dar, als verzerrte Vorwegnahmen der späteren politischen Ziele und Handlungen des realen Hitlers als deutschem Diktator.